# Costifrons testaceus
Costifrons testaceus là một loài tò vò trong họ Ichneumonidae.